# Джамско минаре
Джамското минаре (на пущунски и на дари: منار جام) е отделно стоящо минаре край село Джам в провинция Гор, Централен Афганистан.
Разположено е в изолирана местност в Хиндукуш, в долината по горното течение на река Херируд. Предполага се, че е построено около 1190 година. Минарето има височина 62 метра и е богато украсено с геометрични орнаменти и надписи. Възможно е да е част от изчезналия град Фирозкох, столица на държавата на Гуридите, който е унищожен при монголското нашествие около 1220 година.
Изследвано за кратко от археолози през 1950-те и 1970-те години, днес то е пред непосредствена заплаха от саморазрушаване.
През 2002 година Джамското минаре и някои други археологически останки в близост до него – останки от голяма обществена сграда, крепост, грънчарски пещи и еврейско гробище – са включени в Списъка на световното наследство на ЮНЕСКО.

## Галерия
- Джамско минаре, декоративни надписи по фасадата
- Джамско минаре, детайл от декоративните надписи по фасадата
- Джамско минаре – поглед отвътре
- Джамско минаре – поглед отвътре
- Джамско минаре и бреговете на река Херируд (в долното течение Теджен)
- Джамско минаре и река Херируд (Теджен), август 2005 г.